# Christuskirche (Heilbronn)

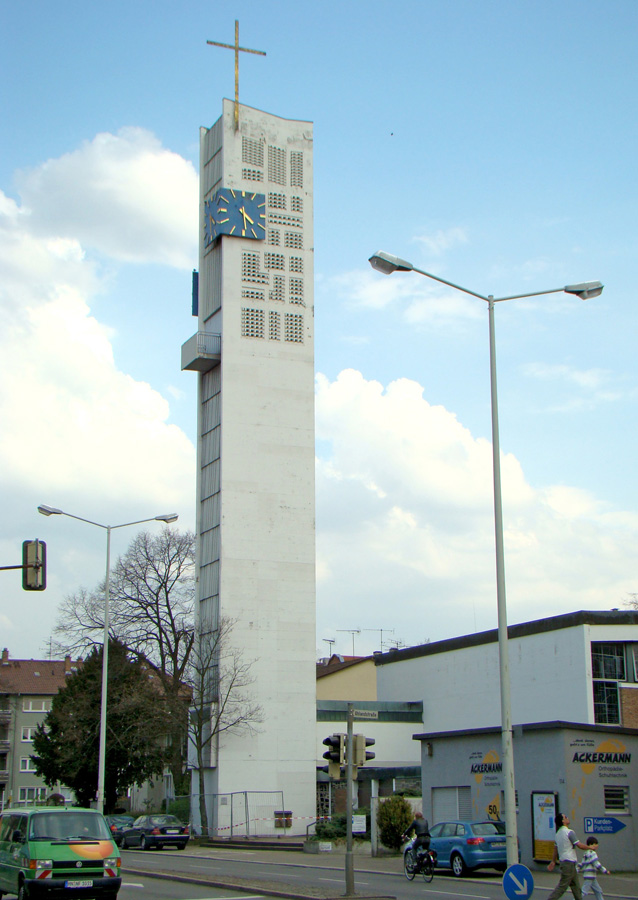
Turm der Christuskirche Heilbronn

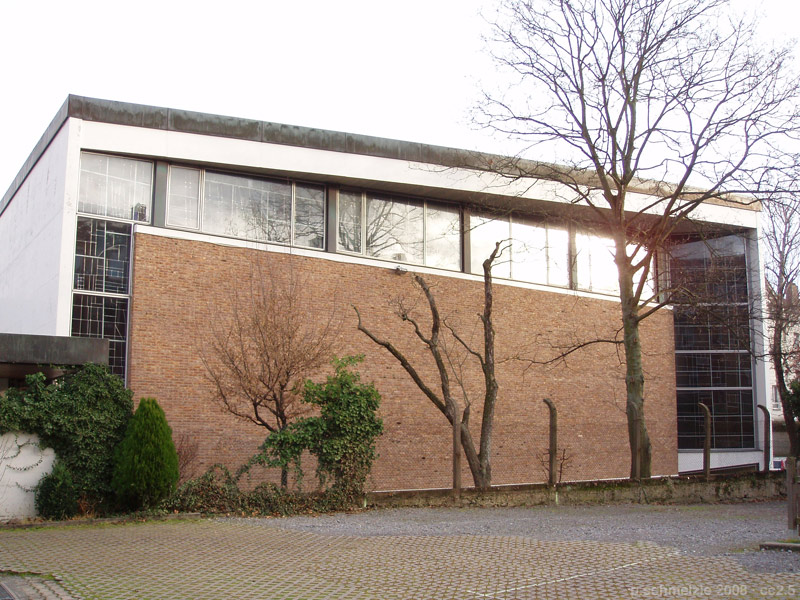
Westfassade der Christuskirche

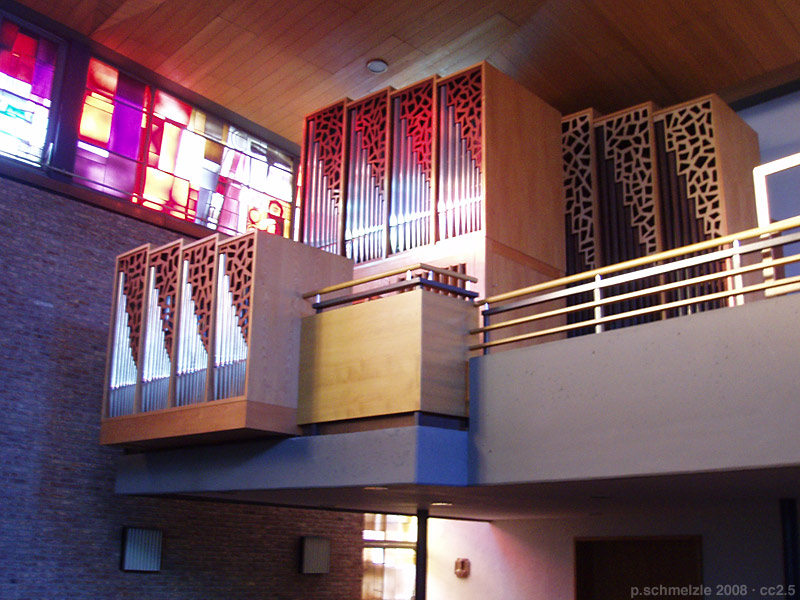
Orgel

Die Christuskirche ist eine evangelische Kirche in Heilbronn, die sich in der Südstraße 118 befindet. Sie ist die Kirche der Evangelischen Südgemeinde Heilbronn. Der 1962 begonnene Bau ersetzte eine ältere Kirche in Holzbauweise von 1925.

## Südkirche
Der Vorgängerbau der Christuskirche war die Südkirche, die am 15. November 1925 eingeweiht wurde. Die Südkirche war eine Holzkirche, die in einer Serienfertigung der Kölner Holzbauwerke angefertigt wurde. Den Krieg überstand die Holzkirche zwar unbeschadet, sie musste aber am 6. März 1960 wegen Baufälligkeit geschlossen werden. Am 24. Mai 1962 wurde sie abgebrochen.

## Christuskirche
Am 17. November 1962 erfolgte die Grundsteinlegung der Christuskirche, wobei in den Grundstein eine Kassette mit einer Urkunde gelegt wurde. Die Urkunde, die von Stadtmissionar Döring geschrieben wurde, beginnt mit folgenden Worten: „Einen anderen Grund kann niemand legen außer dem, der gelegt ist, welcher ist Christus“. (1.Kor.3,11) Auf dem  Grundstein ist die Inschrift: „Anno domini 1962“ und das Monogramm Christi zu sehen. Der Stein wurde gut sichtbar an der Westseite des Turms angebracht.
Die Kirche wurde nach Plänen des Architekten Walter Ruff aus Stuttgart-Degerloch gebaut. Richtfest wurde am 1. Juni 1963 gefeiert. Am 23. Juni 1963 wurden die Glocken und am 1. Advent im November 1963 schließlich der Sakralbau selbst eingeweiht.

## Beschreibung

### Architektur und Ausstattung
Der markante 38 Meter hohe Glockenturm steht nördlich der Kirche und ist mit dieser durch einen Übergang verbunden. An der Straßenseite zur Südstraße im Norden des Gebäudes befindet sich unterhalb der Spitze ein Turmbalkon und eine Turmuhr, der Turm wird von einem goldfarbenen Kreuz bekrönt.
Im Kirchengebäude hält eine dunkel gehaltene Vorhalle mit Betonglasfenstern von Gertraud Ellinger-Binder den Verkehrslärm der Südstraße vom Gottesdienstraum ab. Der Kirchenraum selbst wird von mächtigen Wänden aus Ziegelbacksteinen und einer Chorwand beherrscht, an der die Kreuzigungsgruppe von Karl Hemmeter zu sehen ist. Durch schmale Fensterreihen wird das Altarkreuz scheinbar indirekt beleuchtet. Die weitere Beleuchtung des von einer Holzdecke überspannten Raumes erfolgt durch über die Länge des Kirchenraumes längs an der Deckenkante der Seitenwände, seitlich des Altars dann vertikal verlaufende Bleiglas-Farbfenster von Traute Gruner, die vom Eingang und der Orgel-Empore im Norden nach Süden zum Altar hin immer heller werden und zumeist christliche Symbole wie Kreuz, Schiff, Samenkörner und Fisch, aber auch eine Mondrakete zeigen. Das Betonglas-Fenster am Taufbecken wurde ebenfalls von Traute Gruner gestaltet und zeigt Weizenkorn, Fisch und Weinrebe.

### Orgel
Die Orgel der Christuskirche befindet sich auf der linken Seite der Orgelempore im Norden des Kirchenraumes. Sie umfasst 32 Register auf drei Manualen und Pedal. Von 1963 bis 1965 wurde sie von Richard Rensch gefertigt. Das Schleifladen-Instrument hat mechanische Spiel- und Registertrakturen und eine mechanische Setzerfunktion. Eine Ausreinigung, Renovierung, der Spieltischneubau und der Einbau eines neuen Streicherregisters im Hauptwerk, sowie die Nach-/Neuintonation erfolgte von Januar bis März 2013 durch: Giengener Orgelmanufaktur Gebr. Link & Orgelbaumeister Tilman Trefz.
| I Hauptwerk C–g3 |             |       |
| 1.               | Quintade    | 16′   |
| 2.               | Prinzipal   | 8′    |
| 3.               | Gemshorn    | 8′    |
| 4.               | Gamba       | 8′    |
| 5.               | Octave      | 4′    |
| 6.               | Nachthorn   | 4′    |
| 7.               | Nasat       | 2 ⁄3′ |
| 8.               | Mixtur IV–V | 2′    |
| 9.               | Trompete    | 8′    |

| II Rückpositiv C–g3 |                  |       |
| 10.                 | Rohrflöte        | 8′    |
| 11.                 | Praestant        | 4′    |
| 12.                 | Koppelflöte      | 4′    |
| 13.                 | Prinzipal        | 2′    |
| 14.                 | Sesquialter II   | 2 ⁄3′ |
| 15.                 | Schreipfeife III | 1 ⁄7′ |
| 16.                 | Scharf 3fach     | 1′    |
| 17.                 | Krummhorn        | 8′    |
|                     | Tremulant        |       |

| III Brustschwellwerk C–g3 |             |       |
| 18.                       | Holzgedeckt | 8′    |
| 19.                       | Rohrflöte   | 4′    |
| 20.                       | Feldflöte   | 2′    |
| 21.                       | Sifflöte    | 1 ⁄3′ |
| 22.                       | Prinzipal   | 1′    |
| 23.                       | Zimbel III  | 1⁄2′  |
| 24.                       | Harfenregal | 8′    |
|                           | Tremulant   |       |

| Pedalwerk C–f1 |                  |        |
| 25.            | Subbass          | 16′    |
| 26.            | Oktavbass        | 8′     |
| 27.            | Spitzflöte       | 8′     |
| 28.            | Choralbass       | 4′     |
| 29.            | Baßzink III      | 5 1⁄3′ |
| 30.            | Rauschpfeife III | 2′     |
| 31.            | Posaune          | 16′    |
| 32.            | Trompete         | 8′     |

- Koppeln: II/I, III/I, III/II, I/P, II/P, III/P